# Вісті Придністров'я
Вісті Придністров'я — громадсько-політична газета колишньої Монастирищини, тижневик.

## Відомості
Заснована 1941 року під назвою «Ленінські всходи», до війни вийшло 14 номерів. Від лютого 1945 до серпня 1990 року — під назвою «Ленінський промінь» (перерва в січні 1962 — лютому 1967 у зв'язку з ліквідацією району). 1 вересня 1990 року вийшла під нинішньою назвою.

## Редактори
- Б.Дзьоба
- Є. Кифор (2000—?).
- І. Космовська.